# 1931 au théâtre
| Années du théâtre : 1928 - 1929 - 1930 - 1931 - 1932 - 1933 - 1934    |
| Décennies du théâtre : 1900 - 1910 - 1920 - 1930 - 1940 - 1950 - 1960 |

Cet article présente les faits marquants de l'année 1931 au théâtre.

## Événements
- Novembre : création de la compagnie La Barraca, une compagnie de théâtre universitaire espagnole dirigée par Federico García Lorca.
- Première édition du festival de théâtre amateur de Hronov en Tchécoslovaquie.

## Pièces de théâtre représentées
- 28 mars : Frans Hals ou L'Admiration de Sacha Guitry, Théâtre de la Madeleine
- 11 mai : Jeanne de France de Jean Nouguès, Théâtre de la Gaîté-Lyrique,
- Sa dernière volonté ou L'Optique du théâtre de Sacha Guitry, Théâtre de la Madeleine
- Monsieur Prudhomme a-t-il vécu ? de Sacha Guitry, Théâtre de la Madeleine
- 4 novembre : La Société Anonyme des Messieurs Prudents de Sacha Guitry (musiques de Louis Beydts) au Théâtre de la Madeleine, avec Yvonne Printemps.

## Naissances
- 25 mai : Pierre Louis Rayer, dit Pierre Vernier, acteur français.
- 25 août : Lev Lemke, comédien russe († 1996)
- 12 septembre : 
  - Ian Holm, acteur britannico-américain († 19 juin 2020)
  - Roger Planchon, directeur de théâtre, metteur en scène français († 12 mai 2009)

## Décès
- 7 janvier : Henri Desfontaines (°1876)